# Trakiszki (rejon brasławski)
Trakiszki (biał. Тракішкі; ros. Трокишки) – dawna wieś na Białorusi, w obwodzie witebskim, w rejonie brasławskim, w sielsowiecie Widze.
Dawniej Trokiszki.

## Historia
W czasach zaborów w granicach powiatu nowoaleksandrowskiego Imperium Rosyjskiego.
W latach 1921–1945 wieś leżała w Polsce, w województwie nowogródzkim (od 1926 w województwie wileńskim), w powiecie brasławskim, w gminie Widze.
Według Powszechnego Spisu Ludności z 1921 roku zamieszkiwało tu 60 osób, wszystkie były wyznania rzymskokatolickiego i zadeklarowały polską przynależność narodową. Było tu 14 budynków mieszkalnych. W 1931 w 16 domach zamieszkiwały 63 osoby.
Miejscowość należała do parafii rzymskokatolickiej w Widzach. Podlegała pod Sąd Grodzki w Turmoncie i Okręgowy w Wilnie; właściwy urząd pocztowy mieścił się w Widzach.
Miejscowość została zlikwidowana w 2016.